# Szocialista Hazáért érdemrend

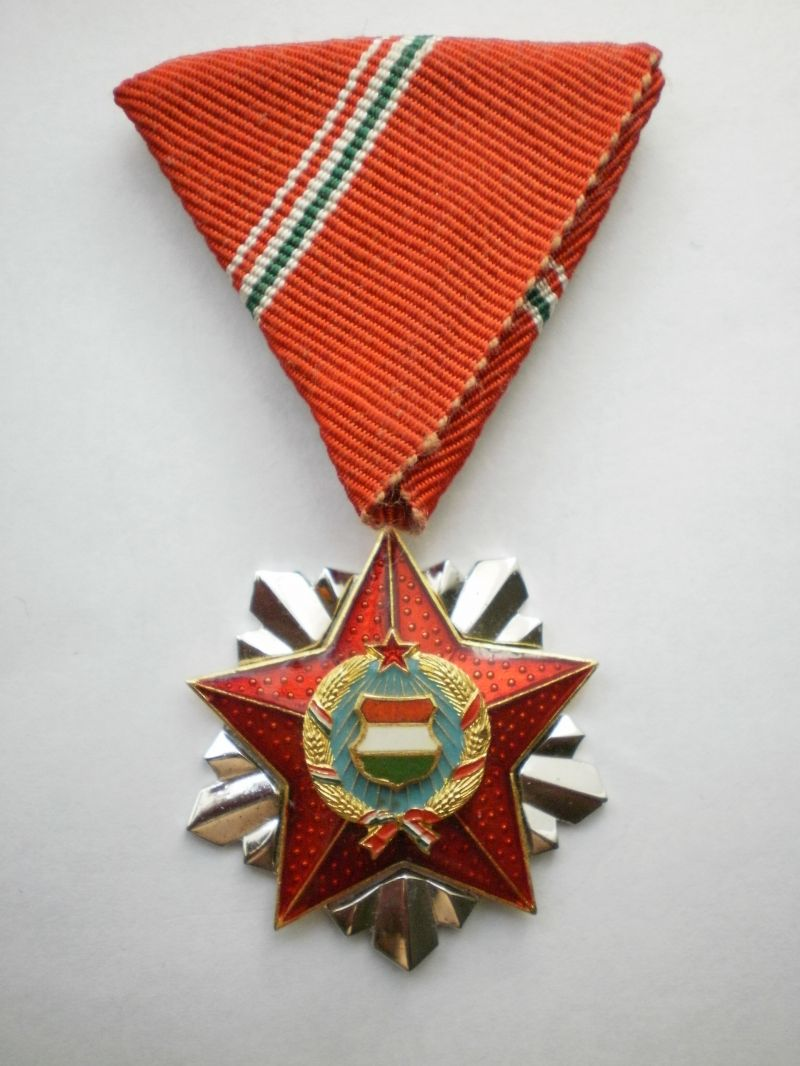
Szocialista Hazáért érdemrend

A Szocialista Hazáért érdemrend a Magyar Népköztársaság egyik legmagasabb állami kitüntetése volt.
1966-ban alapította az Elnöki Tanács. Összesen egy alkalommal adományozták, 1967. május 1-jén, amikor 9516-an kapták meg, bár ennek egyes adatok ellentmondanak.
A kitüntetettek több kedvezményben részesültek, illetve családjuk (Munkás-paraszt Hatalomért emlékérem kitüntetettjeihez hasonlóan), mint a kiemelt nyugdíj, automatikus egyetemi felvétel stb.